# Râul Lazăr, Jiul de Vest
Râul Lazăr sau Râul Valea Lăzarului este un curs de apă, afluent de stânga al râului Jiul de Vest. Are o lungime de 8 kilometri și un bazin de 22 km2.

## Hărți
- Harta Munții Vâlcan Arhivat în 15 iunie 2011, la Wayback Machine.
- Harta Munții Retezat Arhivat în 10 iulie 2012, la Wayback Machine.
- Harta județului Hunedoara